# Spaniens Himmel
Spaniens Himmel, ook bekend als Spaniens Himmel breitet seine Sterne en Die Thälmann-Kolonne, is een lied van Paul Dessau (muziek, onder het pseudoniem Peter Daniel) en zijn echtgenote Gudrun Kabisch (tekst, onder het pseudoniem Paul Ernst of Karl Ernst) voor de Spaanse Burgeroorlog (1936-1939). Het lied werd met name populair in de versie van zanger Ernst Busch en bleef dit ook decennialang. 
Later was het wijd verspreid in de Duitse Democratische Republiek (DDR), waar het behoorde tot het repertoire van de Nationale Volksarmee (NVA). Als een soort 'links kampvuurlied' was het ook elders bekend.

## Ontstaan
Dessau componeerde het lied in Parijs gedurende zijn ballingschap in Frankrijk gedurende de Spaans Burgeroorlog. Het gaat daarbij niet om zijn eerste politieke lied, hoewel een der eerste, maar wel om het eerste lied waaruit zijn communistische sympathie spreekt.
De tekst van het lied geeft zelfs in vergelijking met andere strijdliederen de strijd nogal expliciet weer:
Dem Faschisten werden wir nicht weichen,

Schickt er auch die Kugeln hageldicht.

…

Rührt die Trommel! Fällt die Bajonette!

Vorwärts, marsch! Der Sieg ist unser Lohn!
Gelijktijdig stelt het lied de Strijd in een nadere context: het gaat niet alleen om de overwinning, maar ook om de overwinning van de nadrukkelijk aangeroepen Vrijheid. Kabisch stelt daarbij de Spaanse Burgeroorlog voor als deel van de universele strijd tegen het fascisme en wijst daarbij nadrukkelijk op de situatie in Duitsland zelf gedurende de naziperiode:
Refrein

Die Heimat ist weit, doch wir sind bereit.

Wir kämpfen und siegen für dich: Freiheit!
In latere versies werd, in de op het derde couplet volgend refrein, het woord "siegen" (overwinnen) vervangen door "sterben" (sterven). Dit veranderde de inhoud dusdanig dat men niet alleen overtuigd was van de overwinning, maar ook bereid was zichzelf op te offeren voor dat doel.
Het wij in het lied staat voor het "Thälmann Bataljon" (genoemd naar KPD-voorzitter Ernst Thälmann, die in 1944 werd vermoord in het concentratiekamp Buchenwald), het Duitstalige onderdeel van de voornamelijk communistische Internationale Brigade die aan de Republikeinse kant vocht.
Als propaganda- en motiveringslied verzwijgt het vanzelfsprekend de bloedige veldslagen van de oorlog zelf maar ook de soms moorddadige conflicten achter de schermen. Het was immers de periode van de zuiveringen van Stalin en ook de Internationale Brigade had daar mee te maken.
Wolf Biermann, gekend criticus van communisme, omschreef het later in een politieke afrekening met de bevoordeelde Brecht-mummie Dessau als militaristisch, Duits-nationalistisch en fascistisch.
Muzikaal volgt Spaniens Himmel het stramien van de meeste strijd- en massaliederen doordat het in verhouding tot Dessau's andere composities vergelijkbaar direct en eenvoudig is. Dit maakt de liederen voor ongeoefende zangers en grote groepen eenvoudig uitvoerbaar. De melodische omvang is hooguit een grote none en geschreven in een voor ongeschoolde stemmen comfortabele ligging. De begeleiding is homofoon en reproduceert de melodie. Waar het lied doorgaans een marskarakter heeft volgt het meestal vooral in de eerste helft het stramien van een hymne. In vergelijking met andere propagandaliederen echter komt een veelvoud aan vormen voor. Naast de voor de mars kenmerkende diatoniek worden ook septime-, none en undeciemakkoorden gebruikt, die vooral in de jazz en swing gebruikelijk zijn. Ook komen duidelijke verwijzingen naar de Marseillaise voor.

## Tijdens de Spaanse Burgeroorlog

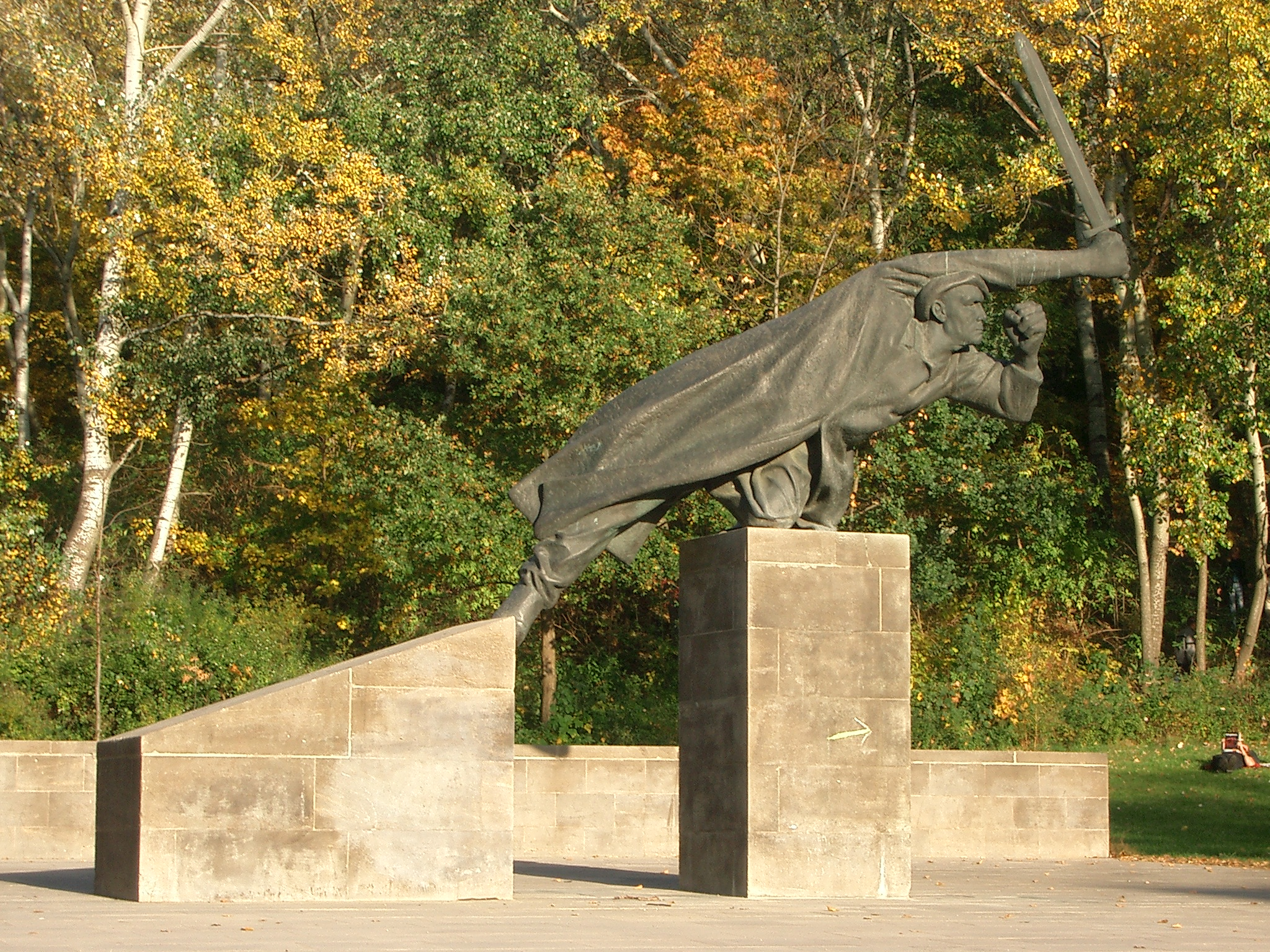
Monument voor de Duitse Spanjestrijders in het Volkspark Friedichshain in Berlijn

Tal van linkse zangers trokken tijden de Burgeroorlog naar Spanje om hun steun te betuigen. Bijzonder nuttig was het bezoek van de acteur en zanger Ernst Busch aan het frontgebied. Als lid van de 11e Internationale Brigade was hij daar van maart 1937 tot juli 1938. Gedurende die periode trad hij op in ziekenhuizen en tal van steden en dorpen. Ook trad hij minstens vijftig keer op voor de radio, met name bij Radio Barcelona, waarbij hij volgens eigen zeggen zijn liederen "in de microfoon brulde". Volgens Egon Erwin Kirsch lukte het hem om met zijn martiale liederen de Geest van de Brigade te treffen:
Wenn Paul Robeson, der amerikanische Negersänger, wenn Ernst Busch, sein weißer Bruder, an der Front oder im Lazarett auf einem rasch improvisierten Podium sangen – aus allen Kehlen und in allen Zungen erscholl der Kehrreim mit.— Egon Erwin Kisch
In deze periode stelde Busch ook zijn liederenboek samen dat bekend werd onder de namen Kampflieder der Internationalen Brigaden en Canciones de las Brigadas Internacionales. Het boek bevatte in 1938 al 150 liederen in 15 verschillende talen, waaronder Spaniens Himmel.
Hoeveel Spanjestrijders het lied daadwerkelijk in Spanje gehoord hebben is onzeker aangezien Ernst Busch zijn grootste bekendheid pas na de Spaanse Burgeroorlog bereikte. In 1938 werd in Barcelona het legendarische album Discos de las Brigadas Internacionales opgenomen, gezongen door Busch met een koor van Interbrigadisten. Op drie 78 toerenplaten verschenen, naast Spaniens Himmel (Die Thälmann-Kolonne) ook Hans Beimler, Lied der Moorsoldaten, Lied der Interbrigaden, Lied der Einheitsfront en Los cuatro generales. De opnamen vonden hun weg in linkse kringen. In 1940 werden ze onder de titel Six Songs for Democracy uitgebracht op het Amerikaanse Keynote-label.

## Nederlandse versie
Er bestaat ook een Nederlandse versie, vertaald door Theun de Vries:
Voor fascisten wijken wij geen schrede,

Al bestoken ze ons met haag'lend vuur.

…

Slaat de roffel! Velt de bajonetten!

Voorwaarts mars naar de overwinningszon!